# Aeroportul Internațional Jorge Chávez
Aeroportul Internațional Jorge Chávez (IATA: LIM, ICAO: SPJC) este un aeroport din Callao, Constitutional Province of Callao⁠(d), Peru ce deservește zona Lima. Aeroportul a fost tranzitat în 2023 de 22.876.785 de pasageri. A fost deschis în 1960 și numit după Jorge Chávez⁠(d).
Situat la o altitudine de 34 m, aeroportul dispune de 1 pistă. Este operat de Lima Airport Partners⁠(d).

## Infrastructură

### Piste
Aeroportul dispune de o singură pistă. Pista are orientarea 15/33.